# Genaro Borrego Estrada
Genaro Borrego Estrada (Zacatecas, Zacatecas; 28 de febrero de 1949) es un político mexicano, exmiembro del Partido Revolucionario Institucional. Fue gobernador de Zacatecas y presidente nacional del PRI. Desde 2007 es Director de Asuntos Corporativos de FEMSA.

## Biografía
Genaro Borrego Estrada es Licenciado en Relaciones Industriales egresado de la Universidad Iberoamericana; su padre, Genaro Borrego, fue también un destacado político. Se inició en el servicio público como jefe del Departamento de Desarrollo del Instituto Mexicano del Seguro Social (IMSS). En 1982, en su carrera política, llegó a ser diputado en 1982 por el Distrito I de Zacatecas en la LII Legislatura. Con posterioridad, fue postulado y electo al cargo de Gobernador de Zacatecas para el periodo 1986 - 1992. No concluyó este cargo porque cinco meses antes del fin de su periodo, el 14 de mayo de 1992, fue nombrado Presidente Nacional del PRI, cargo en el que estuvo hasta el 30 de marzo de 1993. En ese momento fue nombrado director general del IMSS por el presidente Carlos Salinas de Gortari, ratificado en el cargo por Ernesto Zedillo. Renunció para ser candidato del PRI a senador por Zacatecas, y resultó elegido en el año 2000 para el periodo que concluyó en 2006.

## Actividades
En 2005 fue identificado como uno de los miembros del PRI opositores a una probable candidatura de Roberto Madrazo Pintado, agrupados en el llamado TUCOM (acrónimo de "Todos Unidos Contra Madrazo"). Sin embargo, Madrazo logró la postulación, y en mayo de 2006 Genaro Borrego anunció, junto con otro grupo de exfuncionarios priistas, su simpatía con el proyecto del candidato del PAN Felipe de Jesús Calderón Hinojosa. Por lo anterior, el PRI respondió abriendo un proceso de expulsión en su contra. Antes de que este proceso se llevara a cabo, el 5 de junio de 2006 renunció a su militancia en el Partido Revolucionario Institucional.
En septiembre de 2007 fue nombrado Director de Asuntos Corporativos de Fomento Económico Mexicano S.A.B. de C.V. (FEMSA).
Además de su vida política, es un gran aficionado a la tauromaquia, convirtiéndose en un gran conocedor de la vida taurina. 

## Sitio Oficial
- http://www.genaroborregoestrada.mx/